# Amerikanske krigsministre
Krigsministeren eller Secretary of War var et medlem af den amerikanske præsidents kabinet helt fra George Washingtons embedstid. En tilsvarende stilling, med titlen "Secretary at War" eller "Secretary of War" blev udpeget til at tjene Konføderationskongressen under den forudgående forfatning mellem 1781 og 1789. Benjamin Lincoln og senere Henry Knox beklædte denne post. Da Washington blev indsat som den første præsident efter vedtagelsen af USA's forfatning, udpegede han Knox til at fortsætte. 
Krigsministeren ledede det amerikanske krigsministerium. I starten havde han ansvar for alle militære forhold. I 1798 blev flådeministeren optaget i kabinettet, og krigsministerens opgaver blev indskrænket til at vedrøre hæren. I 1947 blev de to poster igen slået sammen under Forsvarsministeren. Krigsministeren blev udskiftet med en minister for hæren og en minister for luftvåbnet, som sammen med ministeren for flåden blev underlagt forsvarsministeren – hvilket betød at de ikke havde sæde i kabinettet. 

## Krigsministre
| #  | Billede                        | Navn                           | Hjemstat       | Tiltrådt           | Fratrådt           | Under præsident(er)                 |
| -- | ------------------------------ | ------------------------------ | -------------- | ------------------ | ------------------ | ----------------------------------- |
| 1  | Henry Knox                     | Henry Knox                     | Massachusetts  | 12. september 1789 | 31. december 1794  | George Washington                   |
| 2  | Timothy Pickering              | Timothy Pickering              | Massachusetts  | 2. januar 1795     | 10. december 1795  | George Washington                   |
| 3  | James McHenry                  | James McHenry                  | Maryland       | 27. januar 1796    | 1. juni 1800       | George Washington John Adams        |
| 4  | Samuel Dexter                  | Samuel Dexter                  | Massachusetts  | 1. juni 1800       | 31. januar 1801    | John Adams                          |
| 5  | Henry Dearborn                 | Henry Dearborn                 | Massachusetts  | 5. marts 1801      | 4. marts 1809      | Thomas Jefferson                    |
| 6  | William Eustis                 | William Eustis                 | Massachusetts  | 7. marts 1809      | 13. januar 1813    | James Madison                       |
| 7  | John Armstrong, Jr.            | John Armstrong, Jr.            | Pennsylvania   | 13. januar 1813    | 27. september 1814 | James Madison                       |
| 8  | James Monroe                   | James Monroe                   | Virginia       | 27. september 1814 | 2. marts 1815      | James Madison                       |
| 9  | William H. Crawford            | William Harris Crawford        | Georgia        | 1. august 1815     | 22. oktober 1816   | James Madison                       |
| 10 | John Caldwell Calhoun          | John Caldwell Calhoun          | South Carolina | 8. oktober 1817    | 4. marts 1825      | James Monroe                        |
| 11 | James Barbour                  | James Barbour                  | Virginia       | 7. marts 1825      | 23. maj 1828       | John Quincy Adams                   |
| 12 | Peter Buell Porter             | Peter Buell Porter             | New York       | 23. maj 1828       | 4. marts 1829      | John Quincy Adams                   |
| 13 | John Henry Eaton               | John Henry Eaton               | Tennessee      | 9. marts 1829      | 18. juni 1831      | Andrew Jackson                      |
| 14 | Lewis Cass                     | Lewis Cass                     | Michigan       | 1. august 1831     | 5. oktober 1836    | Andrew Jackson                      |
| 15 | Joel Roberts Poinsett          | Joel Roberts Poinsett          | South Carolina | 7. marts 1837      | 4. marts 1841      | Martin Van Buren                    |
| 16 | John Bell                      | John Bell                      | Tennessee      | 5. marts 1841      | 13. september 1841 | William Henry Harrison John Tyler   |
| 17 | John Canfield Spencer          | John Canfield Spencer          | New York       | 12. oktober 1841   | 4. marts 1843      | John Tyler                          |
| 18 | James Madison Porter           | James Madison Porter           | Pennsylvania   | 8. marts 1843      | 14. februar 1844   | John Tyler                          |
| 19 | William Wilkins                | William Wilkins                | Pennsylvania   | 15. februar 1844   | 4. marts 1845      | John Tyler                          |
| 20 | William Learned Marcy          | William Learned Marcy          | New York       | 6. marts 1845      | 4. marts 1849      | James K. Polk                       |
| 21 | George Walker Crawford         | George Walker Crawford         | Georgia        | 8. marts 1849      | 22. juli 1850      | Zachary Taylor                      |
| 22 | Charles Magill Conrad          | Charles Magill Conrad          | Louisiana      | 15. august 1850    | 4. marts 1853      | Millard Fillmore                    |
| 23 | Jefferson Davis                | Jefferson Davis                | Mississippi    | 7. marts 1853      | 4. marts 1857      | Franklin Pierce                     |
| 24 | John Buchanan Floyd            | John Buchanan Floyd            | Virginia       | 6. marts 1857      | 29. december 1860  | James Buchanan                      |
| 25 | Joseph Holt                    | Joseph Holt                    | Kentucky       | 18. januar 1861    | 4. marts 1861      | James Buchanan                      |
| 26 | Simon Cameron                  | Simon Cameron                  | Pennsylvania   | 5. marts 1861      | 14. januar 1862    | Abraham Lincoln                     |
| 27 | Edwin McMasters Stanton        | Edwin McMasters Stanton        | Ohio           | 20. januar 1862    | 28. maj 1868       | Lincoln Andrew Johnson              |
| 28 | John McAllister Schofield      | John McAllister Schofield      | Missouri       | 1. juni 1868       | 13. marts 1869     | Andrew Johnson                      |
| 29 | John Aaron Rawlins             | John Aaron Rawlins             | Illinois       | 13. marts 1869     | 6. september 1869  | Ulysses S. Grant                    |
| 30 | William Worth Belknap          | William Worth Belknap          | Iowa           | 25. oktober 1869   | 2. marts 1876      | Ulysses S. Grant                    |
| 31 | Alphonso Taft                  | Alphonso Taft                  | Ohio           | 8. marts 1876      | 22. maj 1876       | Ulysses S. Grant                    |
| 32 | James Donald Cameron           | James Donald Cameron           | Pennsylvania   | 22. maj 1876       | 4. marts 1877      | Ulysses S. Grant                    |
| 33 | George Washington McCrary      | George Washington McCrary      | Iowa           | 12. marts 1877     | 10. december 1879  | Rutherford B. Hayes                 |
| 34 | Alexander Ramsey               | Alexander Ramsey               | Minnesota      | 10. december 1879  | 4. marts 1881      | Rutherford B. Hayes                 |
| 35 | Robert Todd Lincoln            | Robert Todd Lincoln            | Illinois       | 5. marts 1881      | 4. marts 1885      | James A. Garfield Chester A. Arthur |
| 36 | William Crowninshield Endicott | William Crowninshield Endicott | Massachusetts  | 5. marts 1885      | 4. marts 1889      | Grover Cleveland                    |
| 37 | Redfield Proctor               | Redfield Proctor               | Vermont        | 5. marts 1889      | 5. november 1891   | Benjamin Harrison                   |
| 38 | Stephen Benton Elkins          | Stephen Benton Elkins          | West Virginia  | 17. december 1891  | 4. marts 1893      | Benjamin Harrison                   |
| 39 | Daniel Scott Lamont            | Daniel Scott Lamont            | New York       | 5. marts 1893      | 4. marts 1897      | Grover Cleveland (2. periode)       |
| 40 | Russell Alexander Alger        | Russell Alexander Alger        | Michigan       | 5. marts 1897      | 1. august 1899     | William McKinley                    |
| 41 | Elihu Root                     | Elihu Root                     | New York       | 1. august 1899     | 31. januar 1904    | William McKinley Theodore Roosevelt |
| 42 | William Howard Taft            | William Howard Taft            | Ohio           | 1. februar 1904    | 30. juni 1908      | Theodore Roosevelt                  |
| 43 | Luke Edward Wright             | Luke Edward Wright             | Tennessee      | 1. juli 1908       | 4. marts 1909      | Theodore Roosevelt                  |
| 44 | Jacob McGavock Dickinson       | Jacob McGavock Dickinson       | Illinois       | 12. marts 1909     | 21. maj 1911       | William Howard Taft                 |
| 45 | Henry Lewis Stimson            | Henry Lewis Stimson            | New York       | 22. maj 1911       | 4. marts 1913      | William Howard Taft                 |
| 46 | Lindley Miller Garrison        | Lindley Miller Garrison        | New Jersey     | 5. marts 1913      | 10. februar 1916   | Woodrow Wilson                      |
| 47 | Newton Diehl Baker             | Newton Diehl Baker             | Ohio           | 9. marts 1916      | 4. marts 1921      | Woodrow Wilson                      |
| 48 | John Wingate Weeks             | John Wingate Weeks             | Massachusetts  | 5. marts 1921      | 13. oktober 1925   | Warren G. Harding Calvin Coolidge   |
| 49 | Dwight Filley Davis            | Dwight Filley Davis            | Missouri       | 14. oktober 1925   | 4. marts 1929      | Calvin Coolidge                     |
| 50 | James William Good             | James William Good             | Iowa           | 6. marts 1929      | 18. november 1929  | Herbert Hoover                      |
| 51 | Patrick Jay Hurley             | Patrick Jay Hurley             | Oklahoma       | 9. december 1929   | 4. marts 1933      | Herbert Hoover                      |
| 52 | George Henry Dern              | George Henry Dern              | Utah           | 4. marts 1933      | 27. august 1936    | Franklin D. Roosevelt               |
| 53 | Harry Hines Woodring           | Harry Hines Woodring           | Kansas         | 25. september 1936 | 20. juni 1940      | Franklin D. Roosevelt               |
| 54 | Henry Lewis Stimson            | Henry L. Stimson               | New York       | 10. juli 1940      | 21. september 1945 | F. D. Roosevelt Harry S. Truman     |
| 55 | Robert Porter Patterson        | Robert P. Patterson            | New York       | 27. september 1945 | 18. juli 1947      | Harry S. Truman                     |
| 56 | Kenneth Claiborne Royall       | Kenneth Claiborne Royall       | North Carolina | 19. juli 1947      | 18. september 1947 | Harry S. Truman                     |